# Phreatosaurus
Phreatosaurus — рід терапсид родини Phreatosuchidae підряду диноцефалів (Dinocephalia), що існував у пермському періоді. Скам'янілості виявлені на території Росії.

## Скам'янілості
Відомий лише з лівої стегнової кістки, виявленої неподалік річки Дьома у Башкортостані. Типовий вид — Phreatosaurus bazhovi, описаний Єфремовим у 1954 році. Також згадується другий вид, P. menneri, який відомий лише з уламка стегнової кістки, проте цей вид вважається сумнівним.

## Опис
Стегнова кістка коротка, з потовщеними кінцями, з товстим, розширеним вентрально діафізом; довжина кістки 15-20 см. Міжвертлужна яма глибока та вузька. Дуже потужний IV вертлуг зміщений до переднього краю кістки. Y-подібна система аддукторних гребенів розвинена слабо, нижче IV-го вертлуга гребінь зміщений до переднього краю кістки і досягає тибіального надвиростка. Виростки дистального кінця виступають вентрально. Скрученість стовбура кістки дорівнює приблизно 45°.